# Light extracts
Light extracts is een studioalbum van "Eivind Aartset’s Électroniwue Noire", een ensemble rondom Eivind Aarset, dat haar naam ontleende aan het vorige album. Het album is grotendeels opgenomen in de 7 ETG-studio te Oslo, maar ook deels bij Aarset thuis en Mox Studio (basklarinet). Het was zijn tweede muziekalbum dat zijn naam droeg en dat was aanleiding om te bekijken of het de hoge kwaliteit van het debuutalbum kon voortzetten. Allmusic en het Noorse gadblad Dagbladet vonden dat Aarset er in geslaagd was om binnen zijn genre van jazz, ambient en nu jazz een voldoende eigen geluid te creëren. Zij vermeldden ook de invloeden van jazzicoon Miles Davis (toepassing elektronica in jazz) en Jimi Hendrix (akkoordenschema’s). All About Jazz vond de muziek vervreemdend en vreemd, het wees op de gelijkenis tussen Aarsets muziek en dat van uitgaven van  het Duitse platenlabel ECM Records.

## Musici
- Eivind Aarset – alle soorten gitaar, basgitaar, elektronica en programmeerwerk
- Wetle Holte – drumstel, drummachine, elektronica
- Marius Reksjø – basgitaar (niet op 4 en 8)
- Reidar Skår – mix en elektronica

Met
- Hans Ulrik – basklarinet (2, 5)
- Arve Furset – Fender Rhodes, clavinet, Prophet (5)
- Nils Petter Molvær – trompet (6)

## Muziek
| Nr. | Titel                                | Duur |
| --- | ------------------------------------ | ---- |
| 1.  | Empathic guitar (Aarset)             | 4:25 |
| 2.  | Wolf extract (Aarset)                | 8:20 |
| 3.  | Dust kittens (Aarset)                | 5:26 |
| 4.  | The string thing (Aarset)            | 7:40 |
| 5.  | Between signal and noise (Aarset)    | 8:33 |
| 6.  | FFWD/Slow motion (Aarset)            | 6:23 |
| 7.  | Self defence (Aarset, Holte, Reksjo) | 4:33 |
| 8.  | Tunnel church (Aarset)               | 6:44 |

Tracks 4 en 8 zijn terug te voeren op de muziek die Aarset schreef voor de televisieserie Det redje tegnet. FFWD is een afkorting meest staand voor snel vooruit (fast forward) spoelen voor muziekcassette en/of compact discspeler.